# Endococcus apiciicola
Endococcus apiciicola är en lavart som först beskrevs av J. Steiner, och fick sitt nu gällande namn av R. Sant. 1994. Endococcus apiciicola ingår i släktet Endococcus, klassen Dothideomycetes, divisionen sporsäcksvampar och riket svampar.   Inga underarter finns listade i Catalogue of Life.